# École nationale supérieure d'arts et métiers
École nationale supérieure d'arts et métiers (ENSAM, francosko Arts et Métiers ParisTech) je francoski visokošolski tehnološki in raziskovalni inštitut. Je višja šola, ki je vodilna na področju mehanizacij in industrializacije. Ustanovljena  je bila leta 1780 in je tako ena najstarejših francoskih institucij in najprestižnejših inženirskih šol v Franciji. Na šanghajski šolski lestvici se uvršča med deseterico najboljših francoskih inženirskih šol ter 5. mesto med strojniškimi šolami.

## Znani pedagogi
- Matevž Dular, slovenski inženir strojništva